# William Forsling
William Forsling, född 10 mars 1998 i Lindome i Mölndals kommun, är en svensk låtskrivare och musikproducent. 
År 2016 sökte han in till den tolfte säsongen av TV-programmet Idol på TV4 men åkte ut under slutaudition. Han har tillsammans med Petter Alfredsson skrivit och producerat låtar till artister som Victor Leksell, Newkid och Molly Sandén. Sedan år 2021 släpper de bägge musikkollegorna även egen musik tillsammans under duonamnet Lilla London.